# Chiesa di Sant'Agnese Vergine e Martire
La chiesa di Sant'Agnese Vergine e Martire, o più semplicemente chiesa di Sant'Agnese, è la parrocchiale di Gaibanella, frazione del comune di Ferrara. Rientra nel vicariato di San Giorgio dell'arcidiocesi di Ferrara-Comacchio e risale al XIV secolo.

## Storia
La prima chiesa con dedicazione a Santa Agnese a Gaibanella viene documentata sin dal XIV secolo.
Durante il XVII secolo tutto l'edificio fu oggetto di una ricostruzione completa. Accanto al corpo del luogo di culto fu eretta anche la torre campanaria che ha la particolarità di essere la sola ad avere pianta esagonale e di possedere una guglia particolare a piramide. Al momento della sua erezione in forme più recenti i progettisti si ispirarono alla vicina pieve di Gaibana.
Attorno alla metà del XIX secolo gli interni vennero arricchiti da decorazioni opera dell'artista estense Girolamo Domenicali.
I danni prodotti dal terremoto dell'Emilia del 2012 sono stati ingenti e non hanno ancora avuto la possibilità di essere completamente riparati.

## Descrizione

### Esterni
La chiesa sorge in posizione leggermente decentrata rispetto all'abitato di Gaibanella e la parrocchia possiede oltre al luogo di culto anche un asilo infantile e il camposanto. La facciata a capanna è ornata da lesene che sorreggono il timpano superiore curvilineo.

### Interni
Gli interni non sono agibili dopo il sisma del 2012 e conservavano decorazioni realizzate dal ferrarese Girolamo Domenicali.